# Benadalid
Benadalid är en kommun i Spanien.   Den ligger i provinsen Provincia de Málaga och regionen Andalusien, i den södra delen av landet, 400 km söder om huvudstaden Madrid. Antalet invånare är 262. Arean är 20,0 kvadratkilometer. Benadalid gränsar till Alpandeire.
Terrängen i Benadalid är kuperad.